# José María Rubio
José María Rubio Peralta foi um jesuíta espanhol, qualificado como o Apóstolo de Madrid pelo bispo de Madrid, Leopoldo Eijo y Garay.

## Infância e adolescência
Filho de fazendeiros e mais velho de treze irmãos, fruto do casamento de Francisco Rubio e Mercedes Peralta, José María viveu uma infância de influência religiosa tradicional na cidade de Dalías, em Almería, antes de entrar para o seminário. Lá, ele estudou ciências humanas e um ano de filosofia (1876-1879), outros quatro de filosofia e teologia em Granada (1879-1886), onde ele foi patrocinado e tutorado pelo professor Joaquin Torres Asensio. Ele finalmente obteve a graduação em teologia em 1896 e um doutorado em direito canônico em Toledo em 1897.

## Sacerdote nos subúrbios de Madrid
Ordenado padre, ele celebrou a sua primeira missa em 12 de outubro de 1887 no altar da conversão de São Luís Gonzaga na então Catedral de San Isidro, na diocese em que trabalhara por três anjos como curador em Chinchón (1887–1889) e pastor em Estremera (1889–1890). Em ambas as vilas, notou-se a sua extrema austeridade, sua catequese em prol dos jovens e o seu trabalho pelos pobres.
Ele também ensinou literatura latina, teologia pastoral e metafísica (1890-1894) num seminário em Madrid e teve outros cargos importantes na diocese. Uma viagem até a Terra Santa e Roma (1904) deixou uma marca indelével sobre ele. Neste período, ele se apresentava como um "fã jesuíta", pois desde que fora estudante de teologia em Granada, ele já tinha intenção de integrar a ordem.

### Anos finais
Quando seu protetor, Torres Asensio, morreu, ele conseguiu realizar seu grande desejo de se juntar aos jesuítas.
José María era uma pessoa reclusa e modesta, de grande caridade, com grande energia para o trabalho, um excelente pregador (embora não se destacasse por suas habilidades oratórias) e era, acima de tudo, um grande confessor, o que provocava longas filas em sua igreja. A despeito de suas falhas, sua reputação crescia na cidade.
Ele desenvolveu seu trabalho evangélico nas cidades e nos subúrbios, fundando e organizando diversas organizações como a "Guarda de Honra do Sagrado Coração", a obra das "Marias dos Tabernáculos" e escolas nas vizinhanças de Ventilla. Lá, ele era auxiliado por jovens professores como Juan e Demetrio de Andrés, conhecidos como "Mártires de Ventilla", assassinados durante a Guerra Civil Espanhola (1936). Foi formador de muitos cristãos que sofreram o martírio no tempo da perseguição religiosa.
Morreu em 2 de maio de 1929 em Madrid, sentado em uma poltrona após ter mandado queimar suas notas espirituais. O arcebispo de Madrid, Leopoldo Eijo y Garay, o chamou de "Apóstolo de Madrid" e escreveu uma carta pastoral sobre o exemplo de sua vida ao clero de sua diocese.

## Canonização
Vários milagres foram atribuídos a São José María, como  bilocação, curas, profecia e clarividência, alguns, provavelmente lendários, enquanto que outros foram testemunhados por diversas testemunhas.